# Cyrille Monnerais
Cyrille Monnerais (Malestroit, 24 augustus 1983) is een Frans voormalig wielrenner.

## Belangrijkste overwinningen
2004
- Eindklassement Kreiz Breizh Elites

## Resultaten in voornaamste wedstrijden
| Jaar | Ronde van Italië | Ronde van Frankrijk | Ronde van Spanje |
| ---- | ---------------- | ------------------- | ---------------- |
| 2005 | 71e              |                     |                  |
| 2006 | 121e             |                     |                  |
| 2007 | opgave           |                     | opgave           |